# Philippe Roux
Pour les articles homonymes, voir Roux.
Philippe Roux, né le 7 décembre 1952 à Verbier, est un skieur alpin suisse qui a mis fin à sa carrière de skieur à la fin de la saison 1982. Il devient plus tard pilote de rallye automobile.

## Biographie
Son fils, Christophe, aussi skieur a représenté la Moldavie dans les compétitions internationales.

## Palmarès

### Jeux olympiques
| Épreuve / Édition | Descente |
| JO 1976 Innsbruck | 4e       |

### Coupe du monde
- Meilleur classement général : 9e en 1975 et 1976.
- 6 podiums (tous en descente).